# 魯斯C農村鎮區 (密蘇里州斯通縣)
魯斯C農村鎮區（英語：Ruth C Rural Township）是位於美國密蘇里州斯通縣的一個行政鎮區。

## 地方資料
魯斯C農村鎮區的面積為10.58平方千米，當中陸地面積為7.26平方千米，而水域面積為3.31平方千米。根據2020年美國人口普查的數據，當地共有人口550人，而人口密度為每平方千米51.98人。